# Felipe Lara (Sänger)
Felipe Gértrudix Lara (* 12. April 1945 in Don Benito) ist ein spanischer Flamencosänger, der in den ersten Jahren seiner Karriere auch unter dem Künstlernamen Felipe el Extremeño bekannt war.
Der Sohn des Sängers Felipe Gértrudix Rodado und der Lyrikerin Luisa Lara Miranda lebte seit 1959 abwechselnd in Madrid, Córdoba, Málaga, Cádiz und Sevilla, wodurch er die zahlreichen lokalen Varianten des Flamencogesangs erlernte. In Madrid war er Anfang der 1960er Jahre Mitglied der Peña Charlot, in der die legendären Vertreter des traditionellen Flamencogesangs, Pepe el de la Matrona und Bernardo el de los Lobitos ihr Wissen an die jüngere Generation weitergaben, zu denen neben Felipe Lara auch der in späteren Jahren zu internationalem Ruhm gelangte Enrique Morente gehörte. 1964 war er Preisträger beim IV. Festival del Cante de las Minas in La Unión und 1964–65 Finalist der Sendung Salto a la Fama des Senders TVE. 1966 erhielt er den Estrella de Oro für seine Teilnahme an der Sendung La Nueva Ola Musical von La Voz de Madrid.
Nach seiner Militärzeit wurde Lara in der Sala El Flamenco in Bordeaux engagiert und gab Konzerte im Südwesten Frankreichs. 1970 gab er im Fernsehen in der Programmreihe Buenas Tardes Flamenco-Workshops. 1971 produzierte er als Drehbuchautor, Regisseur und Sprecher bei Radio España die Sendung Cien Estilos del Flamenco nach seiner gleichnamigen Sammlung von neun LPs, in der er die geographisch und zeitlich unterschiedlichen Stile des Flamencos vorstellte.
Als Flamencospezialist trat in den 1970er Jahren bei verschiedenen spanischen Radiosendern auf, veröffentlichte mehrere Bücher und zahlreiche Artikel und Interviews in Zeitschriften zu der Thematik. Für das Centro Nacional de Información y comunicación Educativa des Erziehungs- und Wissenschaftsministeriums erarbeitete er ab 2001 Multimediaressourcen zur Unterstützung des Musikunterrichts. Am Conservatorio Superior de Danza “María de Ávila” und am Conservatorio Profesional de Música “Arturo Soria” in Madrid gab er ab 2006 Kurse zur Geschichte und Entwicklung des Flamenco.
Lara komponierte insgesamt mehr als 1000 Werke, von denen um die 600 von ihm selbst oder anderen Sängern aufgenommen auf Tonträgern vorliegen.

## Diskographie
- Cien estilos del flamenco, Anthologie, 9 CDs
- Extremadura e Iberoamérica, Felipe Lara und Antonio Luís López (Gitarre), 2007–08
- Arqueología del Flamenco, 2014
- Recuerdos y Añoranzas de Felipe Lara, 2015
- HUELLAS. Señales de un paseo musical mit Felipe Gértrudix Barrio (Gitarre und Gesang), Manuel Gértrudix Barrio (Klavier und Arranmgement), Mario Gértrudix Moreno (Saxophon) und Luna Gértrudix Valiente, Gesang, 2017

## Schriften
- Cien Estilos del Flamenco
- Arrimando yesca
- Nuestros Pueblos
- Nuestras Calles
- Filosofía del Bien Común y la Igualdad con Reparto
- El Escarabajo Misterioso
- Palos y Estilos del Flamenco
- Origen y evolución del Flamenco